# Менаџерски откуп
Менаџерски откуп (енгл. Management buy out - MBO) је облик промене власничке структуре корпорације који подразумева преузимање предузећа од стране његовог управљачког тима. Приликом ове трансакције менаџери и/или руководиоци фирме купују контролни удео у фирми од постојећих акционара, и у великом броју случајева морају да се ослоне на позајмице како би исплатили постојеће акционаре. Менаџерски откуп често има форму кредитног откупа (енгл. leveraged buy-out - LBO), где је велики део износа купопродајне цене финансиран дугом, док је преостали капитал у власништву мале групе инвеститора. Менаџерски откуп такође могу финансирати приватни фондови који у замену за инвестирана средства добијају одређени број акција новонастале фирме.
Приликом менаџерског откупа, неопходно је да управљачки тим састави кредибилан и кохерентан пословни план да би лакше обезбедио средства за финансирање трансакције и убедио постојеће акционаре да је управљачки тим најбољи купац. Управа треба да буде у стању да акционарима понуди премију која је изнад текуће тржишне цене како би придобила њихову сагласност. Што се инвеститора тиче, њима је у интересу да се осигурају да ће фирма успешно наставити пословање и обезбедити исплатив повраћај улагања. 
Менаџери који су откупљивачи компаније или њеног огранка у овим процесима оцењују да ће компанија или њен огранак након њиховог преузимања имати знатно бољи учинак и већу профитабилност.